# Бернар Готский
Бернар II Готский (фр. Bernard de Gothie, ум. ок. 879) — маркиз Готии 865—878, граф Барселоны, Жероны, Руссильона, Нарбонны, Агда, Безье, Мельгей и Нима 865—878, граф Пуатье 866—878, граф Отёна (Бернар IV) 877—878, сын Бернара II, графа Пуатье, и Билишильды дю Мэн.

## Биография
Бернар был сторонником короля Франции Карла II Лысого. Поэтому после того, как Карл подавил в 864 году восстание маркиза Готии и Бургундии Онфруа, в 865 году Бернар получил часть его владений, получив города Барселону, Нарбонну, Агд, Безье, Мельгёй и Ним, области Осону и Руссильон, а также титул маркиза Готии. Год спустя после смерти отчима Рамнульфа I Бернар получил также графство Пуатье. В 876 году Бернар получил также графство Бурж, а в 877 году — графство Отён.
В 877 году Бернар восстал вместе с братом Эменоном, Гуго Аббатом и Бернаром Плантвелю против короля Карла. Но он умер осенью того же года, после чего Гуго и Бернар вышли из восстания. Однако Бернар и Эменон отказались признать своим сюзереном нового короля, Людовика Заику. Обладая огромными владениями, Бернар считал себя равным королю. Но реакция Людовика последовала очень быстро. В 878 году папа Иоанн VIII на церковном соборе в Труа осудил мятежного графа, после чего 11 сентября король сместил Бернара. Его обширные владения были распределены между несколькими родами. Бернар продолжал сопротивление, но в 879 году сведения о нём исчезают (скорее всего он умер в этом году).